# Calvaire de Moréac
Le calvaire de Moréac, est situé au croisement de la rue de Réguiny (Route départementale 180) et de la rue du Bourg-Neuf, sur la commune de  Moréac dans le Morbihan.

## Historique
Le calvaire de Moréac fait l’objet d’une inscription au titre des monuments historiques depuis le 13 février 1938.

## Architecture
Le fût de la croix octogonal, est édifié sur un piédestal en forme d'autel galbé avec tabernacle. 
Le piédestal est bâti en pierre de granit.
Le Christ en croix  semble être soutenu par deux personnages sculptés. 
La croix est surmontée d'un gâble triangulaire.